# المسابر السنية
مسابر الأسنان، والمعروفين أيضًا باسم المسابر المنجلية، هي أدوات موجودة في عدة طبيب الأسنان ويستخدمها بشكل دوري. صمم المسبر السني برأس حاد في النهاية من أجل تحسين إحساس اللمس.
في الماضي كان من المعتاد أن يستخدم أطباء الأسنان المسبر لفحص الأسنان بحثًا عن وجود تسوسات. شكك بعض المتخصصين في طب الأسنان في هذه الممارسة في القرن الحادي والعشرين. لم يعد يوصى باستخدام مسبر حاد لتشخيص التسوس في مواقع الحفر والشقوق، ويجب على الأطباء بدلًا من ذلك الاعتماد على (عيون حادة ومسبر سني كليل). يؤدي السبر بواسطة مسبر حاد إلى حدوث تجويف في المناطق التي تكون في مرحلة إعادة التمعدن أو التي تكون قابلة لإعادة التمعدن. تطور آفات الأسنان في البداية آفات تحت السطح، ويمكن أن تكون الآفات المبكرة ردودة وتتعافى من خلال الرعاية الذاتية الدقيقة للمريض واستخدام الفلورايد، طالما بقيت الطبقة السطحية الرقيقة سليمة. قد يؤدي استخدام مسبر الأسنان مع الضغط القوي من أجل استكشاف المناطق التي يشك بوجود التسوس بها إلى تمزق الطبقة السطحية التي تغطي الآفات المبكرة. بدلًا من ذلك، يجادلون بأنه يجب استخدام الفلورايد واجراءات العنافية الفموية لإعادة تمعدن المينا ومنعها من التحلل أكثر. يستمر استخدام المسابر لأنه في بعض الأحيان قد يكون من الصعب تشخيص التسوس بدون التحقق اللمسي. بالإضافة إلى ذلك، تساعد الصور الشعاعية وغيرها من المنتجات المصممة لتحديد التسوس (مثل قياس التألق باستخدام الليزر) أخصائي الأسنان في إجراء تشخيص نهائي لتسوس الأسنان.
هناك أنواع مختلفة من المسابر، على الرغم من أن النوع الأكثر شيوعًا هو المسبر رقم 23، والذي يُعرف أيضًا باسم خطاف الراعي (shepherd's hook). تشمل الأنواع الأخرى 3CH (المعروف أيضًا باسم قرن البقر أو الجديلة) والمسبر رقم 17، وهي مفيدة للمناطق بين السنية.

## المسبر 11/12
المسبر من نوع 11/12 هو أداة تقييم أسنان ذات طرفين مع نهايات عاملة باستخدام الرؤية المعكوسة (المرآتية). يعد مسبر الأسنان 11/12 أداة مهمة عند أخصائي طب الأسنان من أجل الكشف عن القلح (الجير) فوق وتحت اللثوي. يجري التحكم بهذه الأداة باستخدام مسكة قبضة القلم المعدلة وقبضة الريشة الناعمة ما يسمح باكتشاف كل من الرواسب المحببة والقابلة للالتصاق. تعد مرونتها وقدرتها على التكيف أمرًا بالغ الأهمية لنجاح الأحاسيس اللمسية اللازمة لتأكيد إزالة القلح.

### خصائص التصميم
- يكون الطرف بزاوية 90 درجة للجزء السفلي من الساق.[4]
- تصميم الساق الطويل المعقد يجعله مفيدًا بنفس القدر عند العمل على الأسنان الأمامية والخلفية ذات التلم الطبيعي أو الجيب حول السني العميق.[4]
- يسمح تصميم الطرف بتطبيق الجزء الخلفي من الطرف على قاعدة الجيب دون تمزيق ظهارة الجيب، ما يسمح بالتكيف مع جميع الأسطح في جميع أنحاء الفم.[5]

الاستخدام: تقييم أسطح الجذور على الأسنان الأمامية والخلفية.

### المسبر الاستكشافي
يعرف أيضًا باسم مسبر التقييم الاستكشافي، ويستخدم للكشف عن رواسب القلح وعدم انتظام سطح الجذر. تتطلب هذه الأنواع من المسابر درجة عالية من الدقة للكشف الدقيق عن الحالات الشاذة غير المرئية. تعد حساسية اللمس هي المفتاح في هذا النوع من المسابر، حيث تستخدم للكشف عن عدم انتظام الأسنان من خلال الشعور بالاهتزاز المنقول من طرف المستكشف إلى المقبض.
يوضح الجدول أدناه أساسيات التقييم باستخدام المسبر:
الفحص الاستكشافي باستخدام المسبر
القبضة: قبضة مسترخية. يستقر الإصبع الأوسط برفق على الساق
التكيف: 1-2 مم من جانب الطرف يكون مكيّف؛ غالبًا ما يُشار إليه باسم الطرف 1/3
الضغط الجانبي: ضغط خفيف من الجانب مع طرف عامل على السن
التنشيط: يوصى عادةً بتنشيط المعصم، ولكن التنشيط الإصبعي مقبول مع المسبر لأن القوة الفيزيائية ليست مطلوبة لتقييم الحركات الاستكشافية.
خصائص المسبر: مرن، مع حركات تموجية
رقم المسبر: تستخدم العديد من المسابر القريبة والمتداخلة متعددة الاتجاهات لتغطية كل سطح الجذر
الأخطاء الشائعة في استخدام المسبر 11/12 هي استخدام (قبضة الموت) المشدودة والمتوترة على المقبض لدرجة ابيضاض الأصابع عند المفاصل. يؤدي هذا إلى تعطيل الإحساس باللمس اللازم للشعور بالاختلافات الموجودة على أسطح الجذور. من المهم تجنب الضغط على الإصبع الأوسط على ساق الآلة، وبالتالي تقليل المعلومات اللمسية على الإصبع.

### القدرة على التكيف
من الأهمية بمكان إبقاء الساق الطرفية موازية للمحور الطولي للسن واستخدام الطرف الثالث للأداة في جميع الأوقات. إذا كيفت بشكل صحيح، فسيتم توجيه الكوع بزاوية نحو الطرف البعيد.
بالنسبة للوضع الخلفي، تدخل الأداة تحت اللثة في زاوية الخط البعيد للسن وباستخدام زوايا صغيرة متعددة الاتجاهات لتحريك الطرف الثالث في اتصال مع السن في اتجاه الفراغ البيني. يمكن إزالة الأداة، وإعادة إدخالها بزاوية الطرف البعيد، والآن يكون الطرف الثالث في الاتجاه نحو الجزء الأوسط من السن. باستخدام نفس الحركات متعددة الاتجاهات مع قبضة مسكة الريشة الناعمة، يجب تتبع محيط الجانب الشدقي أو اللساني للسن حول زاوية الخط الإنسي، وهنا تلف الأداة بإصبع السبابة والإبهام في الفراغ البيني.

### السبر تحت اللثوي
بدون استخدام المسبر 11/12 الخاص بأطباء الأسنان، فإننا نفترض فقط أننا قد أزلنا كامل القلح تحت اللثة وفوقها. من الضروري استخدام العديد من الدعامات المتداخلة المختلفة لتقييم الرواسب المتبقية تحت اللثة.
خطوات التقييم تحت اللثة:
1. الإدخال: قم بتكييف طرف المسبر 1/3 على سطح السن فوق حافة اللثة وحرك الحافة بعناية أسفل حافة اللثة.[4]
2. الوصول إلى قاعدة التلم: احتفظ دائمًا بالطرف ملامسًا لسطح الجذر لتجنب تمزق اللثة. ستعرف أنك في قاعدة التلم عندما تشعر بنعومة النسيج ومرونته.
3. ابدأ ضغط وحركة التقييم في الاتجاه الإكليلي: وجه طرف 1/3 من الأداة إلى الأمام قليلًا واستخدم ضربة مائلة أو رأسية على طول سطح الجذر.
4. التحكم في طول الحد: لا تقم بإزالة المسبر من التلم.
5. قسم السن ذهنيًا إلى أقسام، قمي ووسطى وعنقي: اسمح بضربات تقييم بطول 2-3 مم.

1- للحصول على ثلم صحي أقل من 3 مم؛ سوف تمتد المسابر من قاعدة التلم إلى أسفل هامش اللثة. احذر من الخروج من التلم.
2- للحصول على عمق ثلم أعمق، ابدأ في استكشاف الجذر في قاعدة الجيب. ثم ادفع الطرف 1/3 إلى القسم الأوسط من الجذر، متبوعًا بالجزء الإكليلي.
6.الأسطح القريبة: لتقييم الأسطح القريبة الإنسي والوحشي تؤدي بطرف المسبر. يجب أن تصل هذه المسابر تحت منطقة التلامس، بحيث يستكشف السطح القريب نصفه من جانب الوجه / الشدق والنصف الآخر من الجانب اللساني.
تقنية الأسنان الأمامية
تقيم الأسنان الأمامية باستخدام وضعية الساعة كأساسيات للتكيف المناسب مع مستكشف 11/12.
مواقف الساعة للأطباء الذين يستخدمون اليد اليمنى:
- الأسطح التي في جهة الطبيب: يجب أن يجلس الطبيب عند الساعة 8-9
- الأسطح البعيدة: يجب أن يجلس الطبيب في موضع الساعة 11-1

مواقف الساعة لأطباء اليد اليسرى:
- الأسطح في جهة الطبيب: يجب أن يجلس الطبيب في موضع الساعة 3-4
- الأسطح بعيدة: يجب أن يجلس الطبيب في موضع الساعة 11-1